# Mairago
Mairago là một đô thị ở tỉnh Lodi trong vùng Lombardia của Italia, cách khoảng 40 km về phía đông nam của Milano và khoảng 7 km về phía đông nam của Lodi. Tại thời điểm 31 tháng 12 năm 2004, đô thị này có dân số 1.269 người và diện tích là 11,4 km².
Đô thị Mairago bao gồm các frazione (đơn vị cấp dưới) Basiasco.
Mairago giáp các đô thị: Cavenago d'Adda, Turano Lodigiano, Ossago Lodigiano, Secugnago, Brembio.